# María de Lago
María de Lago (Madrid, fl. 1520-1521) va ser una heroïna castellana, destacada en la defensa del setge de l'Alcàsser de Madrid (1520).
Era filla de Juan de Lago i de Catalina de Coalla, famílies antigues i il·lustres de la mateixa vila. Casà amb Francisco de Vargas, regidor i alcaid de l'Alcàsser de Madrid. Durant la revolta de les Comunitats de Castella (1520-1521), es va mantenir a l'alcàsser en absència del seu marit, que havia marxat a demanar suport a Alcalá de Henares. El juny de 1520 els comuners van aprofitar l'avinentesa per assetjar la fortalesa, tanmateix van topar amb la ferma defensa de Lago, que havia estat escollida per liderar la defensa del lloc. Malgrat la manca de recursos humans dels que disposava i les demandes de rendició dels comuners, va mantenir-se fidel al rei Carles I. Lago va aconseguir mantenir l'alcàsser fins a finals d'agost del mateix any, quan finalment la fortalesa va caure.